# Dacia Logan
Dacia Logan este o familie de automobile produse și comercializate de producătorul francez Renault și filiala sa din România Dacia de la jumătatea anului 2004, ca succesor al Daciei 1310 și Daciei Solenza. A fost prezentat pe 2 iunie 2004 la Paris și este disponibil din 1 septembrie 2004.
De asemenea, a fost comercializat ca Renault Logan, Nissan Aprio, Mahindra Verito, Renault L90, Lada Largus (MCV), Nissan NP200 (pick-up) sau Renault Symbol, în funcție de prezența sau poziționarea existentă a mărcii Renault în țara respectivă.
De la lansare, se estimează că Dacia Logan a atins peste 4 milioane de vânzări la nivel mondial. Modelul este acum la a treia generație, care a fost lansată în 2020, folosind noua platformă CMF-B.

## Proiectul (X90; 1999)
La început, planurile erau ca viitorul proiect X90 să se bazeze pe Solenza, în cele din urmă construindu-se chiar și un prototip pe baza acestuia, care a fost prezentat publicului în 2004.

## Prima generație (L90/U90/F90; 2004)

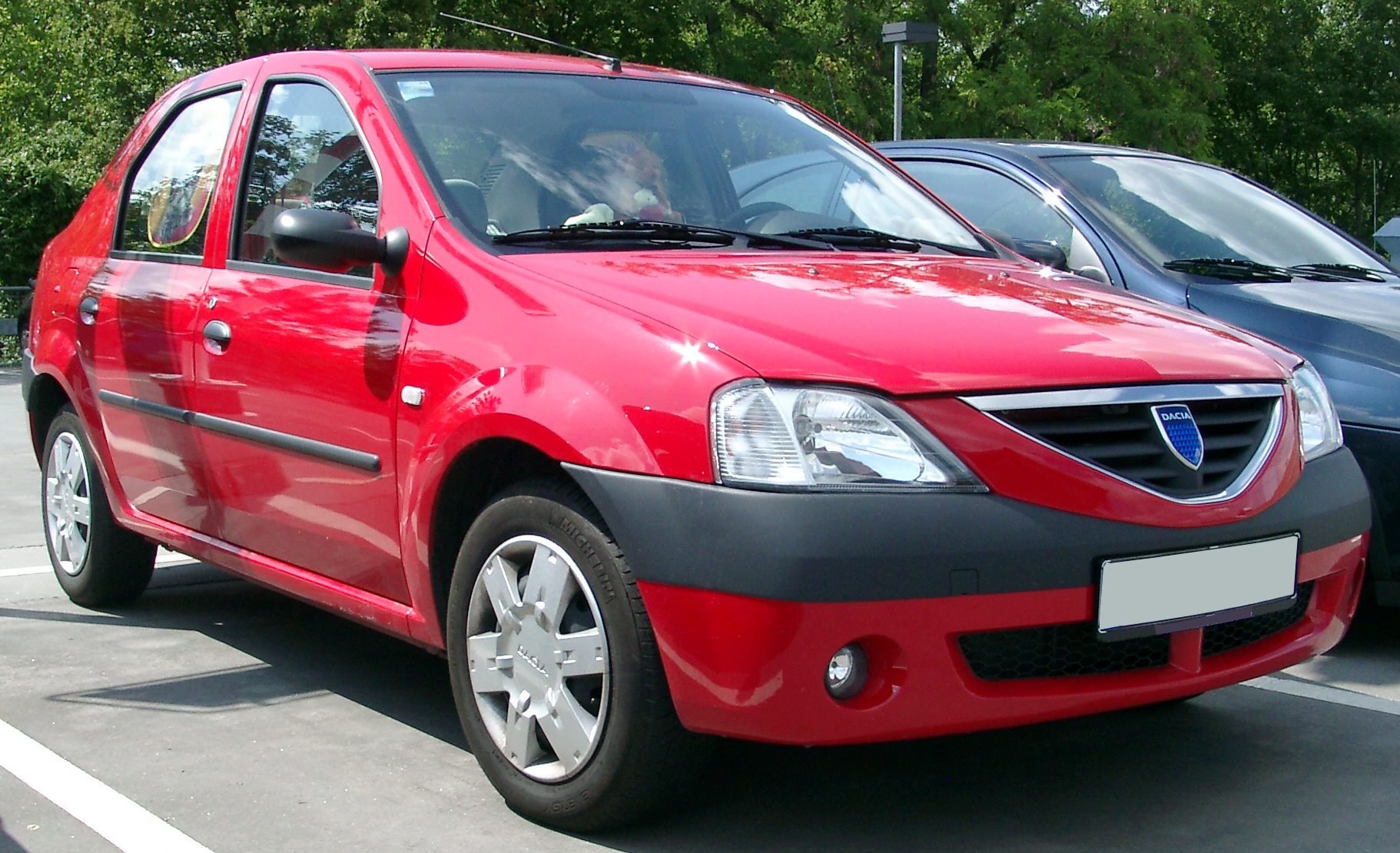
Dacia Logan (2004)

Prima generație de Logan a fost proiectată la Centrul Tehnologic Renault de lângă Paris, fiind rezultatul a patru ani de dezvoltare a proiectului X90, anunțat de Renault în 1999, după achiziționarea companiei Dacia în același an.
A fost oferită inițial din septembrie 2004 ca „mașina de 5000 de euro” în Africa, America de Sud și țările din Europa de Est, ca succesor al Daciei 1310 și Daciei Solenza. Era una dintre cele mai ieftine mașini noi din clasa sa din Europa.
În toamna anului 2006, a fost lansată și o versiune break (Logan MCV) cu un volum de încărcare de 2350 litri și până la maximum șapte locuri. Gama de modele a fost completată în 2007 de o furgonetă cu panou (Logan Van) și o camionetă (Logan Pick-Up).

## A doua generație (L52/K52; 2012)

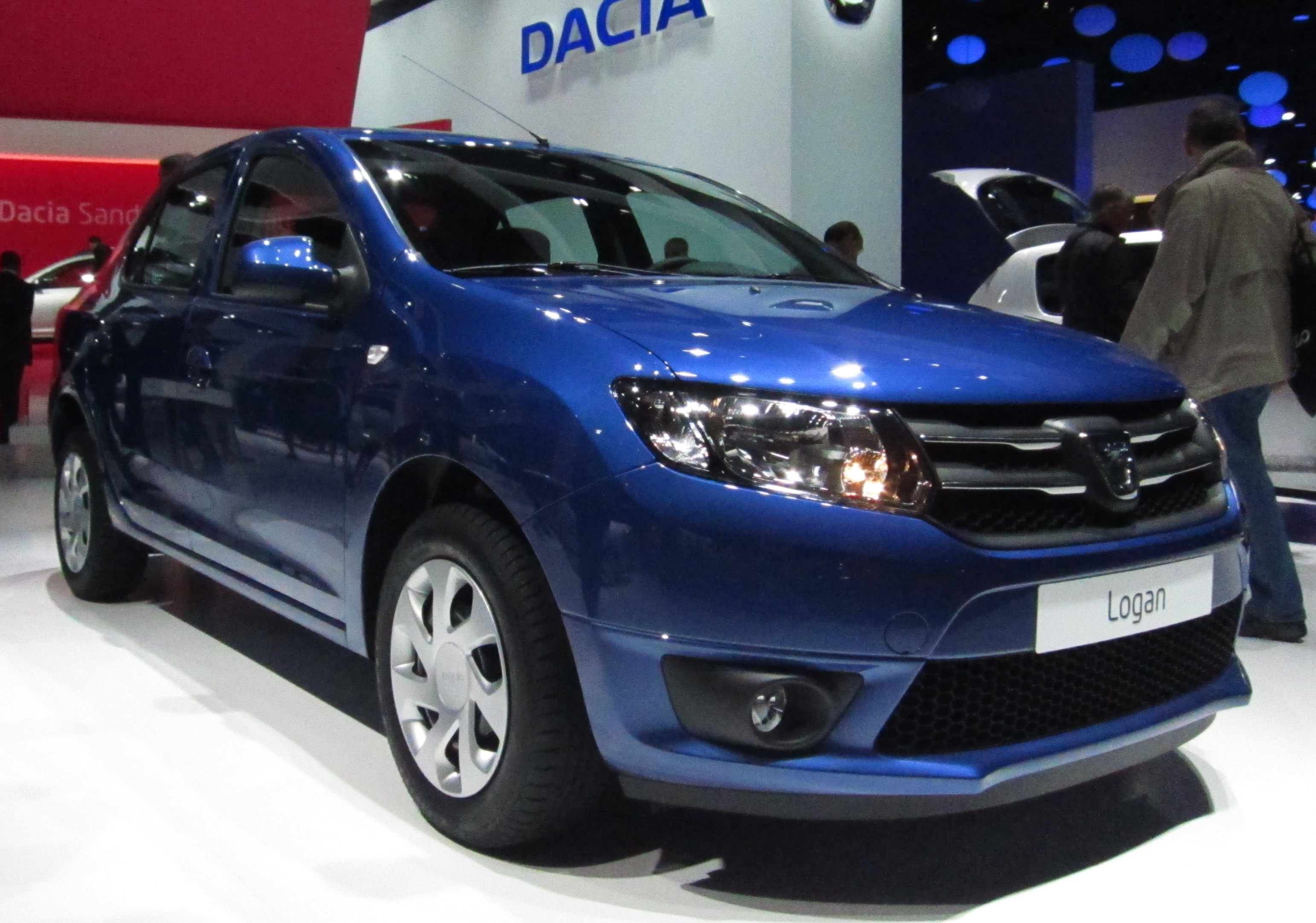
Dacia Logan (2012)

A doua generație Logan a fost dezvăluită de Dacia la Salonul Auto de la Paris din 2012. Fotografiile oficiale cu noul Logan au fost lansate pe 17 septembrie 2012. Împărtășește același design frontal cu a doua generație de Sandero, precum și alte elemente.
Potrivit Dacia, 60% din lucrările de proiectare au fost realizate în România, la centrul de inginerie Renault.

## A treia generație (2020)

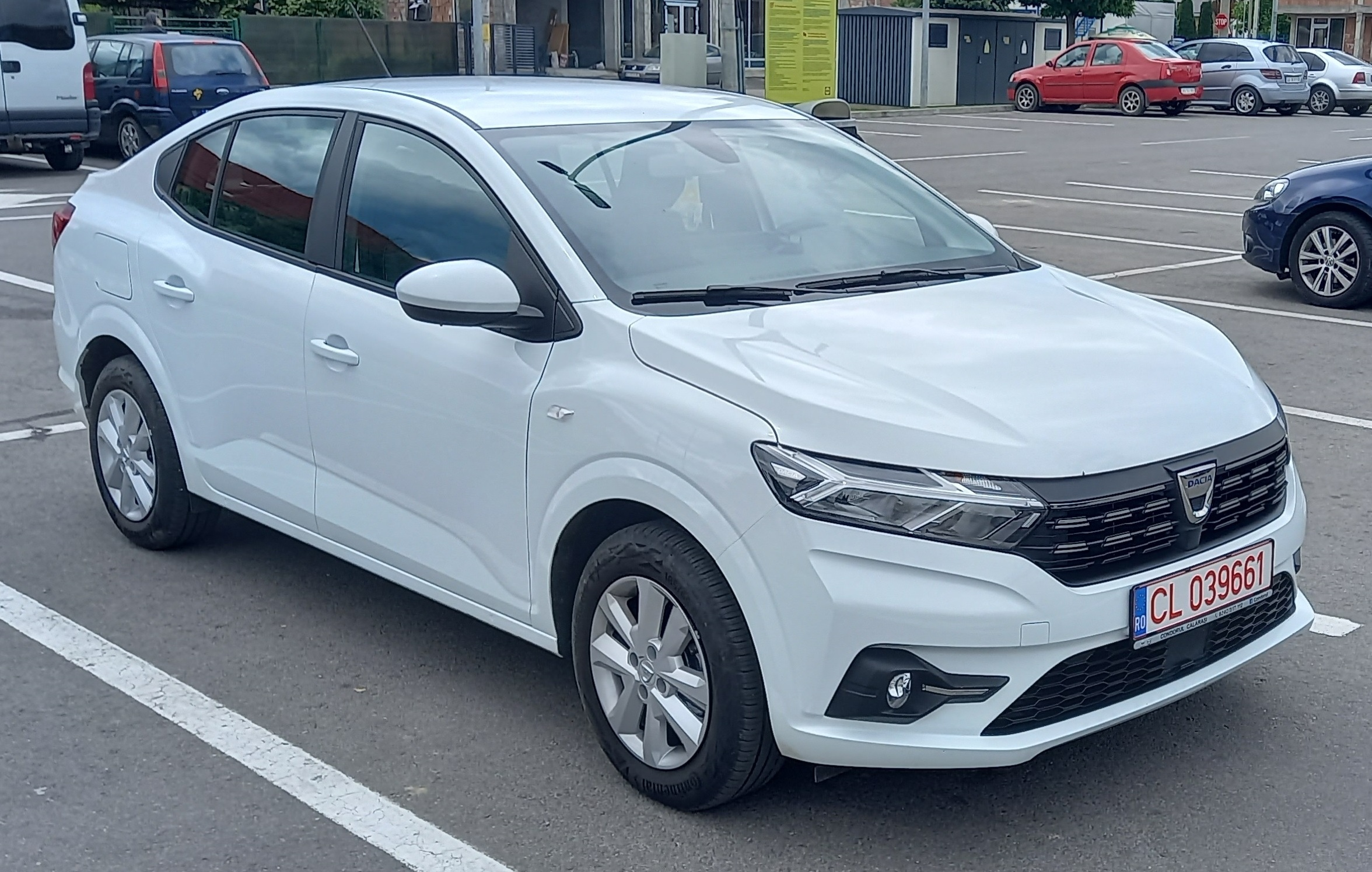
Dacia Logan (2020)

A treia generație de Logan a fost lansată împreună cu noua Dacia Sandero III, pe 29 septembrie 2020. Este mai lung cu 36 mm, cu un ampatament mai mare și o consolă spate redusă. Are o formă mai joasă, având un parbriz mai înclinat și un acoperiș coborât cu 10 mm.
Este construit pe platforma modulară CMF-B LS utilizată de noul Sandero, despre care se spune că combină o rezistență și rigiditate mai mare cu o greutate mai mică, respectând în același timp testele de impact mai stricte. Noul motor reduce emisiile și, din 2021, respectă cerințele de control al poluării.
În 2023 modelul a primit o grilă cu design nou care încorporează noul logo „Dacia Link”, siglele vechi de pe volan și portbagaj au fost înlocuite de logotipul Dacia, iar detaliile cromate din faruri și interior au fost înlocuite cu unele albe sau au fost vopsite în gri.

## Concepte și prototipuri

### Logan Steppe

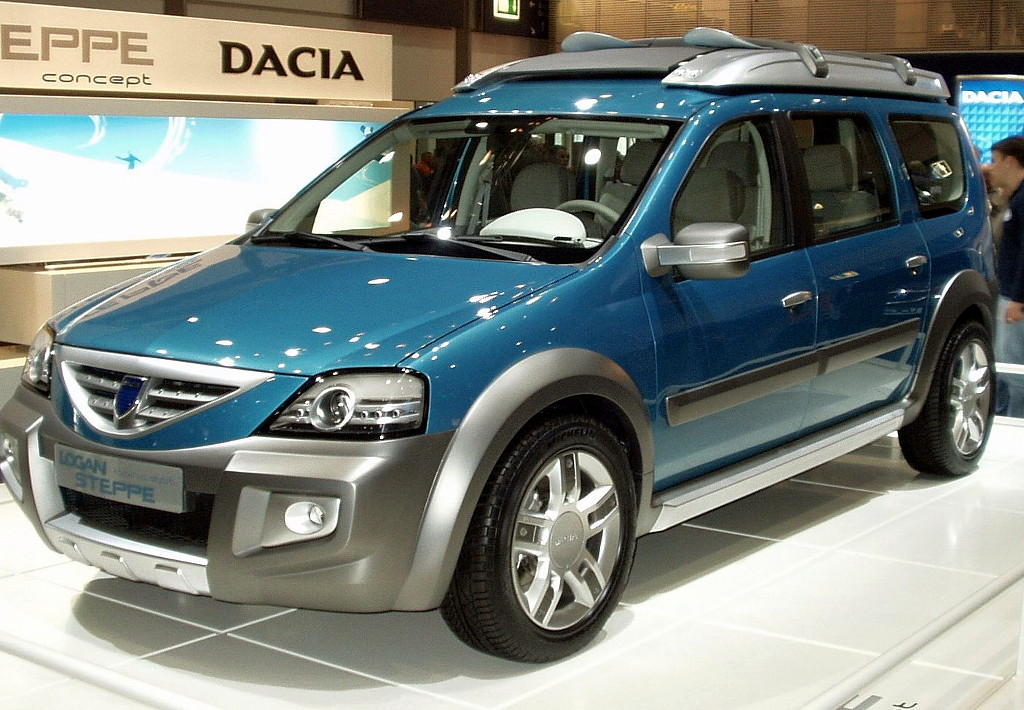
Prezentarea oficială a Daciei Logan Steppe, unul din puținele concepte din istoria mărcii

În 2006, Dacia se prezintă la Salonul Auto de la Geneva cu primul concept din istoria mărcii, Logan Steppe era un station wagon cu un aspect de SUV avea roți de 17', bare parașoc masive și scut protector cu inserții metalice. Farurile moderne cu leduri îi ofereau modelului un aspect modern. La interior modelul dispunea de ecrane LCD montate în tetiere și de un ecran de dimensiuni mari montat în ușa de la portbagaj, iar în spatele volanului cu 4 brațe se disting contoarele de bord luminate cu diode.

### Logan Eco2
Dacia Logan Eco2, prezentat prima oară sub sigla Renault, este cel mai ieftin model din programul ecologic eco2, fiind capabil să obțină un consum mediu de numai 3,8 litri/100 km.

## Producția la nivel mondial
La nivel mondial, modelul Logan este asamblat din colecții CKD trimise de la Mioveni în Rusia, Maroc, Columbia, Iran, India, iar din 2007 și în Brazilia.
În India s-a creat un joint venture între Mahindra și Renault pentru asamblarea Loganului acolo, iar producția a început în prima jumătate a anului 2007, inițial fiind planificat să fie produse în jur de 50.000 de exemplare anual, investiția fiind estimată la 125 de milioane de euro. Acolo a fost produsă și o versiune specială a Loganului, cu interior din lemn artificial, CD player Pioneer și culoarea caroseriei mov.